# ريوسوكي أمو
ريوسوكي أمو (باليابانية: 天羽 良輔) (1 يوليو 1983 في توكوشيما في اليابان – )؛ هو لاعب كرة قدم ياباني سابق كان يلعب كمدافع.

## وصلات خارجية
- ريوسوكي أمو على موقع رابطة كرة القدم اليابانية للمحترفين (اليابانية)
- ريوسوكي أمو على موقع قاعدة بيانات كرة القدم.إي يو (الإنجليزية)
- ريوسوكي أمو على موقع Soccerway.com (الإنجليزية)